# Hội Cơ điện tử Việt Nam
Hội Cơ điện tử Việt Nam là tổ chức xã hội - nghề nghiệp của những người làm việc trong lĩnh vực cơ điện tử tại Việt Nam .
Hội có tên giao dịch tiếng Anh là Vietnam Mechatronics Association, viết tắt là VMA
Hội được Bộ Nội vụ ra quyết định phê duyệt thành lập tháng 12/2006. Sau đó đại hội Cơ điện tử Việt Nam lần thứ nhất đã được tổ chức tại Hà Nội ngày 3/3/2007 .
Văn phòng Hội đặt tại địa chỉ Tầng 9, toà nhà Trung tâm, Viện Hàn lâm Khoa học & Công nghệ VN, số 18 đường Hoàng Quốc Việt, phường Nghĩa Đô, quận Cầu Giấy, thành phố Hà Nội .

## Hoạt động
Điều lệ Hội Cơ điện tử Việt Nam được Bộ Nội vụ phê duyệt tại Quyết định số 226/QĐ-BNV ngày 6 tháng 7 năm 2007.
Tôn chỉ mục đích của Hội là tập hợp, đoàn kết, giúp đỡ, phổ biến, bồi dưỡng, nâng cao kiến thức, phát huy tinh thần tự chủ và khả năng sáng tạo của các hội viên; liên kết và phối hợp hoạt động, hỗ trợ đưa nhanh tiến bộ khoa học công nghệ vào sản xuất, góp phần phát triển ngành Cơ điện tử ở Việt Nam, phục vụ thiết thực công cuộc xây dựng và phát triển đất nước.